# Volo ASL Airlines Hungary 7332
Il volo ASL Airlines Hungary 7332  era un collegamento merci dall'aeroporto di Parigi Charles de Gaulle all'aeroporto di Bergamo-Orio al Serio che il 5 agosto 2016 è uscito di pista durante l'atterraggio arrestandosi sulla superstrada limitrofa, la SP ex SS 591 bis. L'aeroporto è rimasto chiuso per circa tre ore e i voli in arrivo sono stati dirottati verso l'aeroporto di Milano-Malpensa. I due piloti hanno subito diversi traumi alla schiena, mentre nessun automobilista è rimasto ferito.

## L'incidente

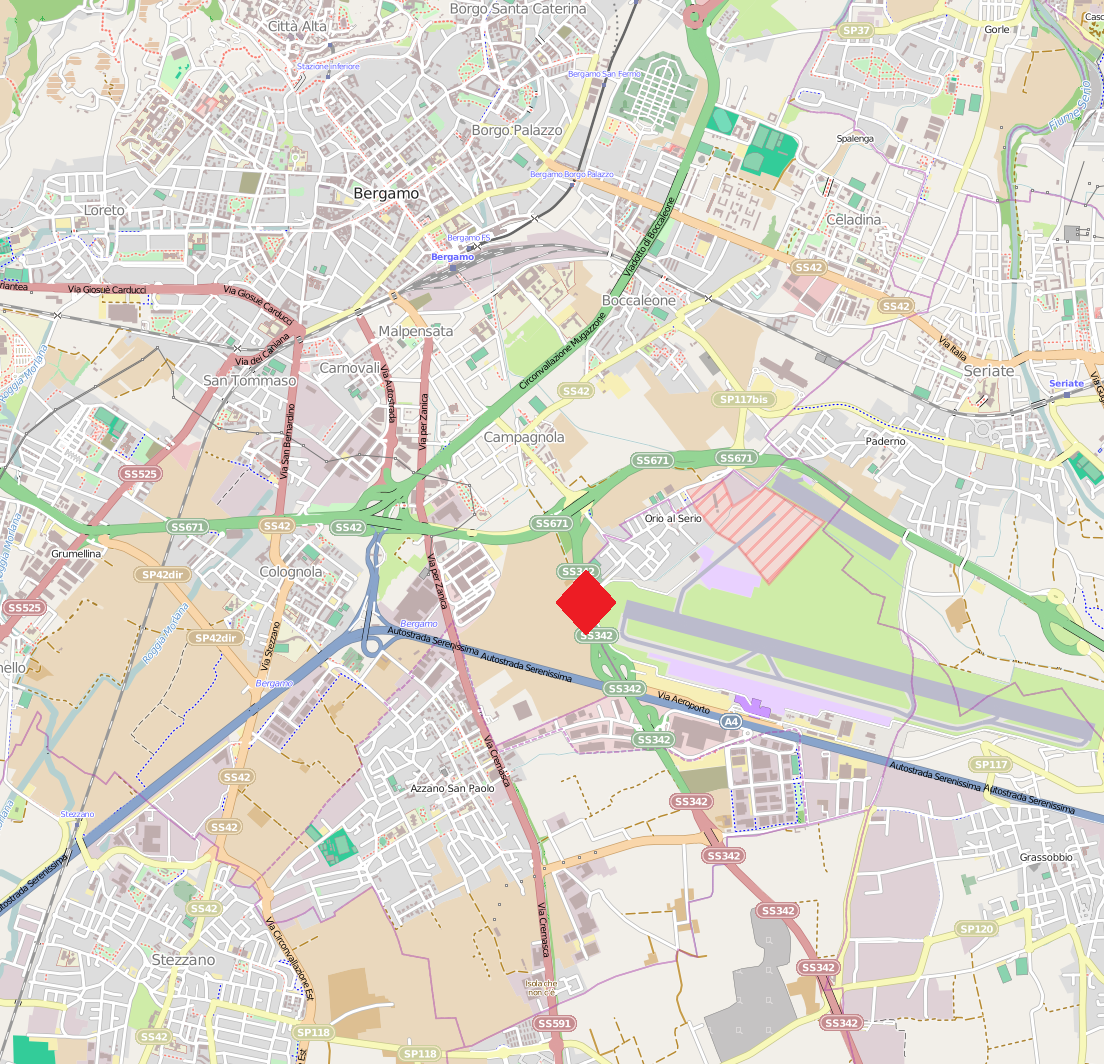
Il punto in cui il Boeing 737 si è arrestato, ben oltre la soglia pista.

Il Boeing 737-400SF decollò da Parigi alle 02:54 e fu autorizzato ad atterrare sulla pista 28 con procedura ILS a causa del maltempo, sull'aeroporto era infatti in corso un temporale con venti a 15 nodi (28 km/h). Intorno alle 04:07, il velivolo oltrepassò la soglia pista ad un'altitudine di 140 piedi (43 m) e ad una velocità di 156 nodi (289 km/h); durante la fase di flare, il Boeing rimase per 14 secondi ad un'altitudine compresa tra i 20 piedi (6,1 m) ed i 30 piedi (9,1 m) e quando toccò terra erano rimasti solamente 800 metri di pista. Il velivolo oltrepassò la rete di delimitazione dell'aeroporto ad una velocità di 109 nodi (202 km/h), attraversò due strade di accesso ad un parcheggio, il parcheggio stesso, e si arrestò contro il guard rail di divisione delle carreggiate della superstrada.
L'aereo riportò gravi danni ad entrambi i motori ed al carrello di atterraggio, venne quindi recuperato con un'autogrù e posizionato in un'area remota dell'aeroporto dove nei mesi successivi venne smantellato.

## Le indagini
Le cause dell’incidente sono principalmente riconducibili al fattore umano, così ha concluso il rapporto finale pubblicato l'8 agosto 2018 dall'Agenzia Nazionale per la sicurezza del volo - ANSV.
In particolare, secondo le conclusioni degli investigatori l’incidente è stato provocato dall’uscita di pista in fase di atterraggio, determinata dalla perdita della situation awareness relativa alla posizione dell’aeromobile rispetto alla pista stessa. Tale perdita di consapevolezza da parte dell’equipaggio ha causato un ritardo nel contatto con la pista, che è avvenuto a velocità ancora sostenuta ed in una posizione troppo avanzata sulla pista d'atterraggio per rendere possibile l’arresto dell’aeromobile entro lo spazio ancora disponibile.
Secondo gli investigatori dell'ANSV, hanno contribuito alla dinamica dell’evento:
- la decisione del comandante di non effettuare la procedura di riattaccata (go-around);
- l’inadeguato mantenimento dei parametri di volo nella fase terminale dell’atterraggio;
- il mancato disinserimento dell’A/T (automanetta) da parte dell’equipaggio prima dell’atterraggio;
- le condizioni di scarsa luminosità e la presenza di cellule temporalesche con forti piovaschi al momento dell’evento, che possono aver contribuito alla perdita della situation awareness;
- l’attenzione canalizzata dell’equipaggio nella fase terminale del volo in cui entrambi i piloti erano intenti ad acquisire i riferimenti visivi esterni e non hanno realizzato che l’aeromobile avesse sorvolato la pista ad una velocità elevata per 18 secondi prima di toccarla ed infine la scarsa assertività del primo ufficiale nel mettere in discussione le decisioni del comandante.

Il rapporto si conclude indicando come non si possa escludere che all’incidente possa aver anche contribuito una condizione di stanchezza e di affaticamento non percepita dall’equipaggio, che può aver influito sui processi cognitivi, in particolare del comandante, interferendo sul suo corretto processo di decision making.